# فرد كوربيت (لاعب كرة قدم)
فرد كوربيت (بالإنجليزية: Fred Corbett)‏ هو لاعب كرة قدم بريطاني (وحمل سابقاً جنسية المملكة المتحدة لبريطانيا العظمى وأيرلندا) في مركز الهجوم، ولد في 1881 في المملكة المتحدة، وتوفي في 15 أبريل 1924 في برينتفورد في المملكة المتحدة. لعب مع نادي بريستول روفيرز ونادي بريستول سيتي ونادي برينتفورد ونادي غيلينغهام ووست هام يونايتد وThames Ironworks F.C. ‏.